# Cephenemyia trompe
Cephenemyia trompe sv. nässtyng, i äldre zoologisk systematik benämnd nosstyng Oestrus trompe, är en tvåvingeart som först beskrevs av Modeer 1786.  Cephenemyia trompe ingår i släktet Cephenemyia och familjen styngflugor. Arten är reproducerande i Sverige. Inga underarter finns listade i Catalogue of Life.
Den är en styngfluga som lägger sina ägg inne i renens näsborrar. Skall ej förväxlas med korm.